# Nicolae Steriade
Nicolae Steriade a fost un colonel român, care a deținut funcția de comandant al Flotilei Române între 1860 și 1864. 

## Biografie
Locotenentul Nicolae Steriade din Corpul Grănicerilor a fost transferat în Marină, fiind numit comandant al bricului goeletă "Emma", cea dintâi navă cu destinație militară din Flotila Moldovei, intrată în dotare în anul 1843. Începând din acest moment a înaintat în ierarhia militară până la gradul de colonel, obținut în anul 1854. În anii următori, el a comandat nava de brandvahta "Galați", de la gura Siretului. 
După realizarea Unirii Principatelor Române, în anul 1859, colonelul Nicolae Steriade a fost numit comandant al Flotilei Moldovei. Prin Decretul din 22 octombrie 1860 al domnitorului Alexandru Ioan Cuza s-a decis unirea definitivă a flotilelor din cele două principate, iar colonelul Steriade a fost numit în funcția de comandant superior al întregului corp al flotilei. El a condus acest corp de armată până la data de 27 decembrie 1863. În această calitate, s-a implicat în procesul de dezvoltare și modernizare a flotilei. 
La sfârșitul anului 1863, colonelul Steriade a revenit în Corpul Grănicerilor, fiind numit în funcția de inspector al cordonului Dunării.